# Xerini
Los xerinos (Xerini) son una tribu de roedores esciuromorfos de la familia Sciuridae. Se encuentran mayormente en África y Asia.

## Géneros
Comprende los siguientes géneros:
- Atlantoxerus Forsyth Major, 1893.
- Spermophilopsis Blasius, 1884.
- Xerus Hemprich & Ehrenberg, 1833.